# شريان تحت الترقوة أيمن
شريان تحت الترقوة أيمن ‏ هو شريان يتفرعُ من شريان عضدي رأسي.